# توماس كريستوفر غرين
توماس كريستوفر غرين (بالإنجليزية: Thomas Christopher Greene)‏ (1968)؛ روائي أمريكي.